# کانگ کیونگ هو
کانگ کیونگ هو (کره‌ای: 강경호؛ زادهٔ ۹ سپتامبر ۱۹۸۷) ورزشکار هنرهای رزمی ترکیبی اهل کره جنوبی است.